# Ludwig Eichborn
Ludwig Eichborn (ur. w 1847, zm. w 1908) – baron niemiecki, bankier w Berlinie, 1870-1881 właściciel dóbr białczańsko-zakopiańskich. W 1873 współzałożyciel Galicyjskiego Towarzystwa Tatrzańskiego i Muzeum Tatrzańskiego w Zakopanem. W 1874 przekazał Towarzystwu Tatrzańskiemu grunt pod budowę  schroniska nad Morskim Okiem.